# 랠리 드 포르투갈
랠리 드 포르투갈(포르투갈어: Rally de Portugal)은 포르투갈에서 열리는 랠리 자동차 경주 대회이다. 1967년 처음 개최되었으며, 7번째 대회인 1973년에 초대 월드 랠리 챔피언십에 포함되었다. 2002년부터 2006년까지 열리지 않다가 2007년부터 다시 열렸다. 랠리 드 포르투갈의 최다 우승자는 5회의 마르쿠 알렌(1975년, 1977년, 1978년, 1981년, 1987년)이다.